# Somewhere in Georgia
Somewhere in Georgia è un film muto del 1917, con protagonista il giocatore di baseball Ty Cobb. È basato su un racconto dell'editorialista sportivo Grantland Rice.

## Trama
Ty Cobb è un impiegato di banca di una piccola città della Georgia con un talento per il baseball. Ha firmato per giocare con i Detroit Tigers ed è costretto a lasciare la sua dolce metà, dopo di che un cassiere di banca storto mette gli occhi su una ragazza. Dopo aver appreso che Cobb è tornato brevemente a casa per giocare a un gioco di esibizione con la sua vecchia squadra, il cassiere organizza il rapimento di Cobb. Liberandosi dai suoi legami, Cobb picchia tutti i suoi rapitori e si presenta al campo da baseball giusto in tempo per vincere la partita per la squadra di casa.

## Produzione
Cobb ha recitato nel film Somewhere in Georgia per una somma di 25.000 dollari più spese (equivalente a circa 595.000 dollari oggi).